# Česká národní fotbalová liga 1981/1982
V soubojích 13. ročníku České národní fotbalové ligy 1981/82 se utkalo 16 týmů dvoukolovým systémem podzim–jaro.

## Konečná tabulka
Zdroj: 
| Poř. | Tým                           | Z  | V  | R  | P  | VG | OG | B  |
| ---- | ----------------------------- | -- | -- | -- | -- | -- | -- | -- |
| 1.   | TJ Sigma ZTS Olomouc          | 30 | 20 | 5  | 5  | 56 | 25 | 45 |
| 2.   | TJ Škoda Plzeň                | 30 | 19 | 6  | 5  | 49 | 24 | 44 |
| 3.   | TJ Sklo Union Teplice         | 30 | 19 | 5  | 6  | 50 | 22 | 43 |
| 4.   | TJ TŽ Třinec                  | 30 | 13 | 6  | 11 | 41 | 32 | 32 |
| 5.   | TJ LIAZ Jablonec nad Nisou    | 30 | 11 | 9  | 10 | 40 | 39 | 31 |
| 6.   | TJ Železárny Prostějov        | 30 | 12 | 6  | 12 | 42 | 42 | 30 |
| 7.   | TJ VOKD Poruba                | 30 | 11 | 8  | 11 | 35 | 41 | 30 |
| 8.   | TJ Dynamo České Budějovice    | 30 | 14 | 3  | 13 | 41 | 44 | 29 |
| 9.   | TJ VP Frýdek-Místek           | 30 | 8  | 12 | 10 | 36 | 38 | 28 |
| 10.  | TJ DP Xaverov                 | 30 | 10 | 7  | 13 | 37 | 45 | 27 |
| 11.  | TJ Spartak ZVÚ Hradec Králové | 30 | 9  | 8  | 13 | 31 | 39 | 26 |
| 12.  | TJ Slovan Elitex Liberec      | 30 | 7  | 11 | 12 | 27 | 34 | 25 |
| 13.  | TJ ŽD Bohumín                 | 30 | 6  | 13 | 11 | 30 | 41 | 25 |
| 14.  | TJ Auto Škoda Mladá Boleslav  | 30 | 8  | 6  | 16 | 38 | 53 | 22 |
| 15.  | TJ Vagonka Česká Lípa         | 30 | 8  | 6  | 16 | 25 | 50 | 22 |
| 16.  | VTJ Tábor                     | 30 | 5  | 9  | 16 | 27 | 39 | 19 |

Poznámky:
- Z = Odehrané zápasy; V = Vítězství; R = Remízy; P = Prohry; VG = Vstřelené góly; OG = Obdržené góly; B = Body

|  | 1. československá fotbalová liga 1982/1983 |
|  | Sestup do II. ČNFL 1982/83                 |

## Soupisky mužstev

### TJ Sigma ZTS Olomouc
Jiří Doležílek (8/0),
Jiří Vít (22/0) –
Petr Čermák (1962) (11/3),
Zdeněk Čížek (26/8),
Rostislav Dostál (24/0),
Jaromír Fiala (26/2),
Jiří Fiala (14/8),
Milan Frýdl (12/1),
Jan Chladil (20/0),
Vlastimil Jarolím (2/0),
Lubomír Juřica (28/5),
Ladislav Kučerňák (28/7),
Miloš Kudyn (12/3),
Oldřich Machala (13/3),
Petr Mrázek (19/2),
Jiří Navrátil (28/1),
Milan Nekuda (12/0),
Vlastimil Palička (15/1),
Stanislav Skříček (17/2),
Petr Uličný (28/8),
Oto Vyskočil (18/1) –
trenér Milan Máčala, od jara Vlastimil Zeman, asistent Dan Matuška

### TJ Škoda Plzeň
Josef Čaloun (24/0),
Ladislav Mikeš (6/0) –
Antonín Dvořák (30/5),
Josef Felegy (5/0),
Milan Forman (27/0),
Jan Homola (29/11),
Bohuslav Kalabus (16/0),
Milan Kohout (11/0),
Milan Kopřiva (13/0),
Josef Kovačič (12/0),
Jiří Kroupa (7/0),
Miroslav Kříž (15/0),
Eduard Kubata (25/1),
Vítězslav Lavička (25/4),
Peter Mužík (24/3),
Miloslav Paul (23/9),
Lubomír Rejda (2/0),
Karel Roubíček (15/0),
Jiří Ruš (24/0),
Jiří Sloup (13/1),
Roman Sokol (29/14),
Karel Šilhavý (1/1),
Milan Šlapák (3/0),
Pavel Thurnwald (2/0),
Vladimír Vašák (8/0) –
trenér František Plass

### TJ Sklo Union Teplice
Vladimír Počta (30/0/13) –
Václav Bican (1/0),
Karel Bubla (21/0),
Vlastimil Calta (23/4),
Alexandr Černý (1/0),
Jiří Douda (11/0),
František Franke (28/0),
Pavel Klouček (25/10),
Stanislav Koller (12/1),
Josef Latislav (28/0),
Jiří Maliga (10/0),
Jaroslav Melichar (29/4),
František Pechr (1/0)
Zdeněk Pichner (4/0),
Jan Pitel (11/0),
Antonín Rosa (12/5),
Václav Senický (5/0),
Zdeněk Slowik (26/1),
Jiří Šidák (7/1),
Miloslav Tichý (25/7),
Jiří Toman (3/0),
František Weigend (29/2),
Josef Wunsch (30/13),
Zbyněk Záveský (4/0) –
trenér František Cerman, asistent Jaromír Mixa

### TJ TŽ Třinec
Ivo Kopka (16/0),
Kazimír Mrozek (17/0) –
Břetislav Czudek (15/0),
Tibor Daňo (3/0),
Zdeněk Dembinný (23/6),
Ivan Gábor (24/5),
Josef Hrabovský (8/0),
Zdeněk Jurček (22/0),
Josef Kejmar (19/2),
Stanislav Kluz (10/1),
Miroslav Kořistka (14/0),
Marián Krajčovič (26/2),
Karel Kula (9/0),
Vlastimil Kula (23/6),
Ľubomír Kunert (14/8),
Jiří Maliga (5/0),
Miroslav Mlejnek (13/0),
Vlastimil Palička (15/0),
René Pastorek (7/1),
Jiří Ročňák (11/3),
Konštantín Šimo (27/1),
Václav Vojtek (8/1),
Vladimír Vojténi (1/0),
Rostislav Vybíral (14/1),
Petr Zajaroš (22/3) –
trenér Emil Kunert, asistent Lubomír Vašek

### TJ LIAZ Jablonec nad Nisou
Bohumil Cholenský (5/0),
Miloš Pavlů (10/0),
Milan Švenger (17/0),
Jiří Tyle (1/0) –
Vladimír Brůna (21/0),
Rostislav Hladík (1/0),
Jiří Hloušek (17/0),
Čestmír Houžvička (2/0),
Josef Klucký (26/1),
Zdeněk Klucký (10/1),
Václav Kopal (12/1),
Luděk Kulhánek (20/1),
Vratislav Kyrián (18/1),
Jan Pešek (1/0),
Jaroslav Petrtýl (11/0),
Josef Řada (11/3),
Miloslav Šebek (24/1),
Petr Šedivý (23/0)
Jiří Šidák (18/5),
Milan Šíp (4/0),
Jiří Tupec (29/10),
Jiří Tymich (3/0),
Luboš Urban (25/3),
Zdeněk Vlček (23/4),
Jan Vodňanský (28/7),
Milan Zálešák (28/0) –
trenér Vlastimil Chobot, asistent Luboš Šrejma

### TJ Železárny Prostějov
Jiří Dostál (12/0),
Miroslav Hodina (19/0) –
Michal Čermák (29/2),
Jindřich Dvořák (28/10),
Petr Hájek (29/1),
Zdeněk Jareš (14/1),
Jaroslav Kirchner (22/9),
Miloš Krupička (29/0),
Luboš Kučerňák (19/5),
Josef Mezlík (4/0),
Jiří Oulehla (2/0),
Ladislav Rosskohl (20/7),
Pavel Růžička (29/0),
Rudolf Tandler (7/0),
Jan Tichý (3/0),
Karel Tichý (28/3),
Karel Vlašic (2/0),
Jindřich Vlč (5/0),
Miroslav Vozňák (25/2),
Pavel Vrba (23/2),
Bohumil Zemánek (23/3) –
trenér Vladimír Mokrohajský, asistent Jiří Nenal

### TJ VOKD Poruba
Karel Dluhoš (4/0),
Stanislav Vahala (26/0) –
Milan Baculjak (5/0),
Vítězslav Budoš (1/0),
Pavel Dlouhý (14/1),
Ladislav Hahn (24/5),
Lumír Havránek (19/0),
Petr Krotki (2/0),
Aleš Laušman (21/2),
Zdeněk Lorenc (6/0),
Alois Martaus (17/0),
Josef Nedabýlek (17/2),
Petr Nesrsta (21/7),
Jiří Pála (26/2),
Leonidas Pavlidis (29/12),
Pavel Sláma (26/0),
Václav Smoček (10/0),
Miroslav Světlík (24/1),
Josef Tondra (10/0),
Lubomír Václavek (24/0),
Milan Vyhlídal (26/2),
Petr Zajonc (1/0) –
trenér Miroslav Wiecek, od jara František Šindelář, asistent Zdeněk Spusta

### TJ Dynamo JČE České Budějovice
Roman Havlíček (7/0),
Václav Mikšíček (23/0) –
Milan Bezkočka (3/0),
Michal Botlík (17/1),
Zdeněk Čadek (10/4),
Ladislav Fojtík (27/6),
Josef Frydrych (14/1),
Ivo Hanzal (11/1),
Jaroslav Holý (24/3),
Josef Jodl (30/4),
Václav Korejčík (27/1),
Jiří Koštěl (24/0),
Josef Koudelka (6/0),
Dušan Kuba (25/7),
Karel Melka (28/0),
Marian Pavlov (4/1),
Zdeněk Peclinovský (30/8),
Tomáš Remek (14/1),
Pavel Tobiáš (27/0),
Zdeněk Trněný (25/3),
Václav Truhlář (2/0) –
trenér Karel Přenosil, asistent Adolf Havel

### TJ VP Frýdek-Místek
Svatopluk Schäfer (30/0/7) –
Jiří Bauman (20/0),
Libor Bilas (12/2),
Jiří Brumovský (28/5),
Josef Čermák (10/1),
Jaroslav Dobýval (24/1),
Josef Foks (26/1),
Pavel Hajný (2/0),
František Kadlček (12/0),
Zdeněk Klepáč (8/0),
Emil Krajčík (29/1),
Jaroslav Křiva (25/6),
Ladislav Kubica (7/1),
Miloš Kudyn (10/2),
Anton Mintál (15/4),
Miroslav Onufer (11/1),
Jaroslav Řezáč (27/2),
Josef Sláma (25/4),
Ivo Smištík (11/0),
Jaromír Šeděnka (28/1),
Bohuslav Zimný (23/4) –
trenér Libor Hrazdílek, asistent Ján Barčák

### TJ DP Xaverov Horní Počernice
Ladislav Macho (14/0),
Petr Skála (28/0) –
Jindřich Bůžek (26/0),
Ivan Habrun (1/0),
Eduard Helešic (26/3),
Josef Houdek (26/10),
Zdeněk Hřebejk (13/0),
Jiří Chalupa (1/0),
Jiří Jahodka (4/0),
Dušan Jantol (3/0),
Jiří Kadeřábek (1/0),
Miroslav Koštíř (1/0),
Josef Krejča (15/0),
Karel Mastník (29/0),
Tomáš Matějček (12/3),
Miroslav Pavlov (25/3),
Miloslav Pohunek (23/1),
Jiří Rosický (26/0),
Václav Samek (5/0),
Josef Spilka (16/0),
Tomáš Stránský (1/0),
Rudolf Svoboda (24/8),
Pavel Tomášek (9/0),
Michal Váňa (15/3),
Petr Vokáč (11/0) –
trenér Bohumil Musil, asistent Josef Piskáček

### TJ Spartak ZVÚ Hradec Králové
Milan Capoušek (2/0),
Petr Jindra (10/0),
Josef Ostrožlík (6/0),
Zdeněk Votruba (13/0) –
Miroslav Bartoněk (3/1),
Alexandr Černý (10/3),
Jiří Finger (25/4),
Zbyněk Finger (1/0),
Bořek Grossmann (4/0),
Jiří Hajský (15/1),
Josef Hanák (23/9),
Jaroslav Hůlka (7/0),
Gustav Křovák (19/1),
Luboš Kubík (15/2),
Vladimír Mráz (28/0),
Jaroslav Mudruňka (26/0),
Luděk Pečenka (27/2),
Josef Petřík (5/0),
Richard Polák (21/0),
Jan Pospíšil (12/1),
Miroslav Rozdolský (9/1),
Milan Šmolka (9/0),
Miroslav Švadlenka (21/0),
Milan Ujec (3/0),
Richard Veverka (24/4),
Roman Vicány (5/0),
Jiří Vondřejc (7/1) –
trenér Zdeněk Hajský, asistent Jaroslav Fišer

### TJ Slovan Elitex Liberec
Jindřich Havrda (1/0),
Karel Studený (29/0) –
Jaroslav Anděl (2/0),
Zdeněk Cmunt (17/3)
Petr Čermák (13/5),
Jaroslav Derco (18/0),
Pavel Dolák (6/1),
Jaromír Hartych (14/2),
Petr Hocke (22/0),
Pavel Jirouš (26/1),
Miloš Keltner (7/0),
Jaroslav Kopecký (10/0),
Karel Krátký (28/5),
Jan Nechvilka (18/0),
Josef Petřík (14/0),
Jiří Petržílka (18/3),
František Pokorný (12/1),
Zdeněk Schovánek (29/0),
Petr Šísler (5/0),
Jiří Štol (27/2),
Milan Ulihrach (16/2),
Bohumil Vojta (6/0),
Pavel Walter (10/0),
Petr Záleta (28/0) –
trenér Jan Musil, asistent Luboš Rubáš

### TJ ŽD Bohumín
Miloš Bartoš (2/0),
Jaroslav Katria (15/0),
Milan Odehnal (14/0) –
Miroslav Bakoš (8/0),
Karel Franek (29/1),
Czeslaw Glaic (5/1),
Jiří Hudeček (17/3),
Jiří Chadraba (14/0),
Petr Janečko (26/0),
František Kadlček (7/1),
Ladislav Kalmár (29/9),
Bohuš Keler (29/3),
Jozef Kocúr (6/1),
Petr Kokeš (11/1),
Josef Kotoulek (23/0),
Miroslav Kramář (29/2),
Miroslav Krátký (3/0),
Ladislav Kubica (14/3),
Arnošt Kvasnica (2/0),
Radek Němec (2/0),
Pavel Nováček (6/0),
Milan Raffai (7/0),
Václav Smoček (13/0),
Miroslav Strakoš (29/0),
Jiří Šrámek (16/2),
Pavel Štefanka (12/0),
Rudolf Tandler (11/1),
Petr Urban (3/0) –
trenér Zdeněk Fajfer, asistent Arnošt Kvasnica

### TJ Auto Škoda Mladá Boleslav
Josef Ehrenberger (5/0),
Radim Straka (26/0) –
Jean-Claude Barták (10/0),
Josef Bartoš (21/0),
Ladislav Bobek (22/4),
Jaroslav Danda (17/4),
Jiří Doležal (11/0),
Bohumír Hart (13/0),
Milan Kalíšek (26/1),
Pavel Klain (2/0),
Ľudovít Krutil (24/0),
Zdeněk Mikuš (14/4),
Jan Pacan (1/0),
Milan Pechanec (17/0),
Milan Pinkas (14/3),
Ladislav Prostecký (28/3),
Miroslav Příložný (30/12),
Jaroslav Rybák (28/0),
Stanislav Skopalík (3/0),
Vladimír Soumar (17/0),
Josef Valkoun (15/1),
Petr Vrabec (23/4),
Milan Zachariáš –
trenér Petr Polák, asistent Jan Plachý

### TJ Vagónka Česká Lípa
Jan Dvořák (17/0),
Ladislav Martínek (1/0),
Jan Poštulka (12/0) –
Zdeněk Brejcha (2/0),
Milan Bubla (1/0),
Miroslav Dvořák (15/0),
Josef Fišer (28/7),
Roman Funke (1/0),
Miroslav Halgaš (5/0),
Jiří Hendrych (2/0),
Radislav Houška (26/2),
Zbyněk Houška (15/1),
René Kavala (5/1),
Stanislav Kouřil (23/5),
Josef Kozel (6/0),
František Kubáň (20/0),
Pavel Medynský (13/0),
Zdeněk Nývlt (14/0),
Igor Pintér (27/2),
Pavel Rusinko (27/0),
Petr Slavík (25/2),
Pavel Soukup (24/0),
Petr Strnad (4/0),
Michal Suchiak (26/2),
Jiří Štěpánek (14/0),
Josef Vápeník (28/3) –
trenér Otakar Sokol, od jara František Žůrek

### VTJ Tábor
Jozef Hroš (16/0),
Miroslav Užík (2/0),
Jiří Vitula (12/0) –
Miroslav Bedrich (22/1),
Miloš Beznoska (25/2),
Stanislav Blecha (6/0),
Pavel Černý (1/0),
Milan Danko (1/0),
Miloslav Denk (12/4),
Jiří Douda (6/1),
Juraj Filo (8/2),
Dušan Griga (9/0),
Štefan Hudák (2/0),
Miroslav Janů (3/0),
Jiří Jurásek (29/2),
Miloš Klinka (15/1),
Jiří Kotrba (21/1),
Eduard Kováč (14/0),
Petr Kubiš (1/0),
Ján Máčaj (7/0),
Bohuslav Machurka (3/1),
Miloš Mejtský (4/1),
Ivan Nemčický (15/0),
Jan Orgoník (4/0),
Stanislav Pecha (7/1),
Miroslav Pešice (13/0),
Pavol Pizúr (16/2),
Pavel Poštulka (4/0),
Ladislav Richter (13/0),
Marián Rybanský (4/0),
Oldřich Smolík (10/0),
Milan Suchánek (27/6),
Milan Šimůnek (6/0),
Dušan Šrubař (14/0),
Ladislav Topercer (6/0),
Štefan Zajac (19/2) –
trenér Milan Polívka